# A Place of Execution
A Place of Execution is een driedelige Britse politieserie in 2008 geproduceerd door Coastal Productions in samenwerking met ITV naar een script van Val McDermid.
Op een koude decembernacht in 1963 verdween het 13-jarige meisje Alison Carter spoorloos; het mysterie is nooit opgelost. Meer dan 40 jaar later wordt de draad weer opgepakt door Catherine Heathcote (Juliet Stevenson). Catherine is een documentairemaakster, die naam maakte in oorlogsgebieden en vluchtelingenkampen. Na een pijnlijke scheiding heeft zij aandacht voor de verdwijning van de tiener Alison Carter, een misdaad die de landelijke gemeenschap van het fictieve Scardale in Derbyshire schokte in de jaren 1960.   
Philip Hawkin (Greg Wise) erfde de titel van Lord of the Manor in Scardale. Toen Alison verdeen, leek Hawkin niet geïnteresseerd. Zijn vreemde gedrag en de talrijke foto's die hij nam van zijn stiefdochter maakten de politie achterdochtig.
Ruth Hawkin (Emma Cunniffe) was kapot toen haar 13 jaar oude dochter Alison na het uitlaten van haar hond op de heide nabij Scardale niet meer terugkeerde. Het verlies van haar dochter eiste zijn tol van Ruth. 
DI George Bennett (Lee Ingleby, later vervangen door Philip Jackson) is de ambitieuze een eerlijke jonge politieagent die achter de verdwijning van Alison Carter in 1963 aan gaat. Meer dan 40 jaar later blijft het mysterie hem achtervolgen.